# Amyema tristis
Amyema tristis là một loài thực vật có hoa trong họ Loranthaceae. Loài này được (Zoll.) Tiegh. mô tả khoa học đầu tiên năm 1894.